# Плавання на літніх Олімпійських іграх 1964
Змагання з плавання на літніх Олімпійських іграх 1964 в Токіо тривали з 11 до 18 жовтня 1964 року в Національній гімназії Йойогі. Розіграно 18 комплектів нагород: 10 серед чоловіків і 8 серед жінок. Змагалося 405 спортсменів із 42-х країн. Уперше відбулися змагання в естафеті 4×100 серед чоловіків і на 400 метрів комплексом серед обох статей. Нові олімпійські рекорди встановлено у всіх дисциплінах, а в десяти з них - світові. А ще на цих змаганнях час уперше фіксували за допомогою електронних сенсорних панелей.
П'ятнадцятирічна Шерон Стаудер виборола чотири нагороди, три з яких золоті.

## Країни-учасниці
Змагалося 405 плавців та плавчинь із 42-х країн.
- Аргентина  (7)
- Австралія  (32)
- Австрія  (7)
- Бельгія  (2)
- Бразилія  (4)
- Канада  (12)
- Колумбія  (1)
- Чехословаччина  (3)
- Данія  (3)
- Фінляндія  (6)
- Франція  (9)
- Об'єднана німецька команда  (38)
- Велика Британія  (25)
- Гонконг  (3)
- Угорщина  (19)
- Ісландія  (2)
- Іран  (1)
- Ізраїль  (2)
- Італія  (16)
- Японія  (38)
- Люксембург  (1)
- Малайзія  (7)
- Мексика  (10)
- М'янма  (1)
- Нідерланди  (26)
- Нова Зеландія  (2)
- Перу  (6)
- Філіппіни  (2)
- Португалія  (3)
- Пуерто-Рико  (4)
- Південна Корея  (4)
- СРСР  (21)
- Іспанія  (11)
- Швеція  (14)
- Швейцарія  (2)
- Таїланд  (2)
- США  (48)
- Венесуела  (2)
- В'єтнам  (3)
- Югославія  (2)
- Замбія  (2)
- Зімбабве  (2)

## Таблиця медалей
| Місце               | Країна                     | Золото | Срібло | Бронза | Загалом |
| ------------------- | -------------------------- | ------ | ------ | ------ | ------- |
| 1                   | США                        | 13     | 8      | 8      | 29      |
| 2                   | Австралія                  | 4      | 1      | 4      | 9       |
| 3                   | СРСР                       | 1      | 1      | 2      | 4       |
| 4                   | Об'єднана німецька команда | 0      | 4      | 2      | 6       |
| 5                   | Нідерланди                 | 0      | 2      | 1      | 3       |
| 6                   | Велика Британія            | 0      | 1      | 0      | 1       |
| 6                   | Франція                    | 0      | 1      | 0      | 1       |
| 8                   | Японія                     | 0      | 0      | 1      | 1       |
| Загалом (8 збірних) | Загалом (8 збірних)        | 18     | 18     | 18     | 54      |

## Медальний залік

### Чоловіки
| Дисципліни                      | Золото                                                    | Золото       | Срібло | Срібло  | Бронза                                                               | Бронза  |
| ------------------------------- | --------------------------------------------------------- | ------------ | --- | ------- | -------------------------------------------------------------------- | ------- |
| 100 м вільним стилем            | Дон Сколландер (USA)                                      | 53.4 (OR)    | Роберт Макґреґор (GBR)                                                                                     | 53.5    | Ганс-Йоахім Кляйн (EUA)                                              | 54.0    |
| 400 м вільним стилем            | Дон Сколландер (USA)                                      | 4:12.2 (WR)  | Франк Віґанд (EUA)                                                                                         | 4:14.9  | Аллан Вуд (AUS)                                                      | 4:15.1  |
| 1500 м вільним стилем           | Боб Віндл (AUS)                                           | 17:01.7 (OR) | Джон Нелсон (USA)                                                                                          | 17:03.0 | Аллан Вуд (AUS)                                                      | 17:07.7 |
| 200 м на спині                  | Джед Ґріф (USA)                                           | 2:10.3 (WR)  | Ґері Діллі (USA)                                                                                           | 2:10.5  | Боб Беннетт (USA)                                                    | 2:13.1  |
| 200 м брасом                    | Іан О'Браєн (AUS)                                         | 2:27.8 (WR)  | Георгій Прокопенко (URS)                                                                                   | 2:28.2  | Чет Джастремскі (USA)                                                | 2:29.6  |
| 200 м батерфляєм                | Кевін Беррі (AUS)                                         | 2:06.6 (WR)  | Карл Робі (USA)                                                                                            | 2:07.5  | Фред Шмідт (USA)                                                     | 2:09.3  |
| 400 м комплексом                | Дік Рот (USA)                                             | 4:45.4 (WR)  | Рой Саарі (USA)                                                                                            | 4:47.1  | Ґергард Гец (EUA)                                                    | 4:51.0  |
| Естафета 4×100 м вільним стилем | США (USA) Стів Кларк Майк Остін Ґері Ілман Дон Сколландер | 3:33.2 (WR)  | Об'єднана німецька команда (EUA) Горст Леффлер Франк Віґанд Уве Якобзен Ганс-Йоахім Кляйн                  | 3:37.2  | Австралія (AUS) Девід Діксон Пітер Доук Джон Раян Боб Віндл          | 3:39.1  |
| Естафета 4×200 м вільним стилем | США (USA) Стів Кларк Рой Саарі Ґері Ілман Дон Сколландер  | 7:52.1 (WR)  | Об'єднана німецька команда (EUA) Горст-Ґюнтер Ґреґор Ґергард Гец Франк Віґанд Ганс-Йоахім Кляйн            | 7.59.3  | Японія (JPN) Макото Фукуї Куніхіро Івасакі Тосіо Сьодзі Юкіакі Окабе | 8:03.8  |
| Естафета 4×100 м комплексом     | США (USA) Томпсон Манн Білл Креґ Фред Шмідт Стів Кларк    | 3:58.4 (WR)  | Об'єднана німецька команда (EUA) Ернст-Йоахім Кюпперс Еґон Геннінґер Горст-Ґюнтер Ґреґор Ганс-Йоахім Кляйн | 4:01.6  | Австралія (AUS) Пітер Рейнолдс Іан О'Браєн Кевін Беррі Девід Діксон  | 4:02.3  |

### Жінки
| Дисципліни                           | Золото                                                            | Золото      | Срібло                                                            | Срібло | Бронза                                                                               | Бронза |
| ------------------------------------ | ----------------------------------------------------------------- | ----------- | ----------------------------------------------------------------- | ------ | ------------------------------------------------------------------------------------ | ------ |
| 100 м вільним стилем                 | Дон Фрейзер (AUS)                                                 | 59.5 (OR)   | Шерон Стаудер (USA)                                               | 59.9   | Кеті Елліс (USA)                                                                     | 1:00.8 |
| 400 м вільним стилем                 | Джинні Дункел (USA)                                               | 4:43.3 (OR) | Мерілін Раменофскі (USA)                                          | 4:44.6 | Террі Стіклс (USA)                                                                   | 4:47.2 |
| 100 м на спині                       | Кеті Ферґюсон (USA)                                               | 1:07.7 (WR) | Кікі Карон (FRA)                                                  | 1:07.9 | Джинні Дункел (USA)                                                                  | 1:08.0 |
| 200 м брасом                         | Галина Прозуменщикова (URS)                                       | 2:46.4 (OR) | Клаудія Колб (USA)                                                | 2:47.6 | Світлана Бабаніна (URS)                                                              | 2:48.6 |
| 100 м батерфляєм                     | Шерон Стаудер (USA)                                               | 1:04.7 (WR) | Ада Кок (NED)                                                     | 1:05.6 | Кеті Елліс (USA)                                                                     | 1:06.0 |
| 400 м комплексом                     | Донна де Варона (USA)                                             | 5:18.7 (OR) | Шерон Фіннеран (USA)                                              | 5:24.1 | Марта Рендолл (USA)                                                                  | 5:24.2 |
| Естафета 4×100 метрів вільним стилем | США (USA) Шерон Стаудер Донна де Варона Лілліан Вотсон Кеті Елліс | 4:03.8 (WR) | Австралія (AUS) Робін Торн Дженіс Мерфі Лінетт Белл Дон Фрейзер   | 4:06.9 | Нідерланди (NED) Пауліне ван дер Вілдт Тос Бемер Вінні ван Верденбурґ Еріка Терпстра | 4:12.0 |
| Естафета 4×100 метрів комплексом     | США (USA) Кеті Ферґюсон Синтія Ґоєтт Шерон Стаудер Кеті Елліс     | 4:33.9 (OR) | Нідерланди (NED) Коррі Вінкел Клені Бімолт Ада Кок Еріка Терпстра | 4:37.0 | СРСР (URS) Тетяна Савельєва Світлана Бабаніна Тетяна Дев'ятова Наталія Устинова      | 4:39.2 |

## Галерея медалістів
Деякі олімпійські медалісти Токіо:

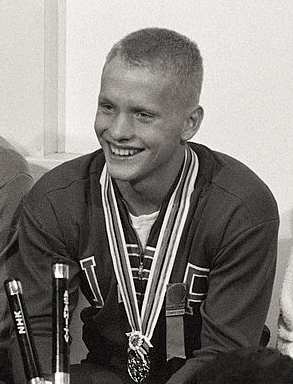
Дон Сколландер, переможець на дистанціях 100 і 400 метрів вільним стилем, а також в естафетах 4×100 і 4×200 метрів вільним стилем.
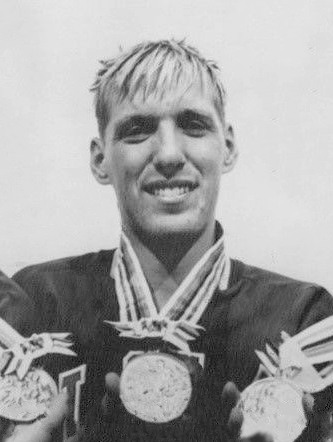
Джед Ґріф, переможець на дистанції 200 метрів на спині.
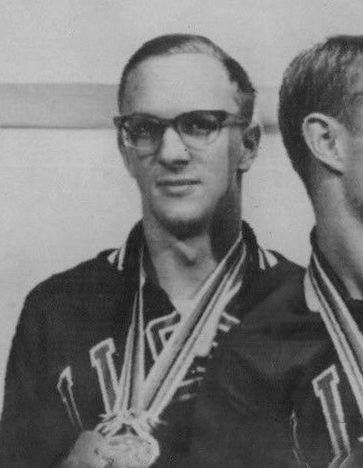
Фред Шмідт, переможець в естафеті 4×100 метрів комплексом.
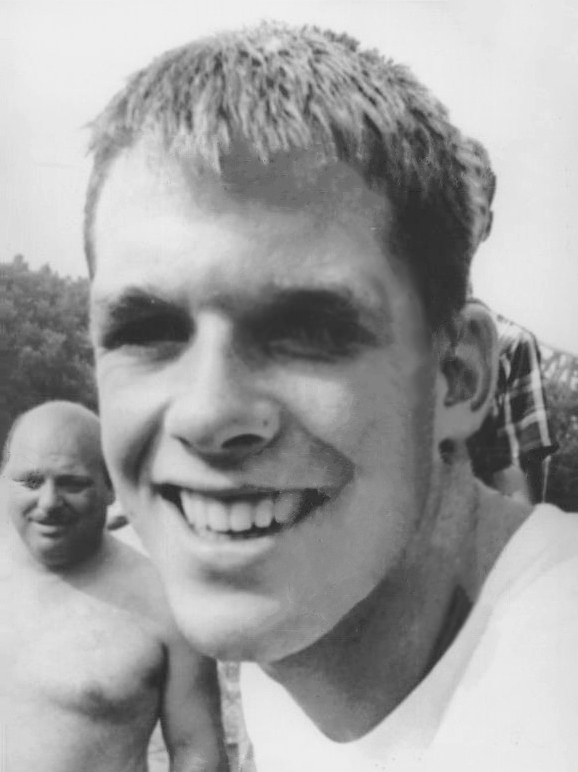
Дік Рот, переможець на дистанції 400 метрів комплексом.
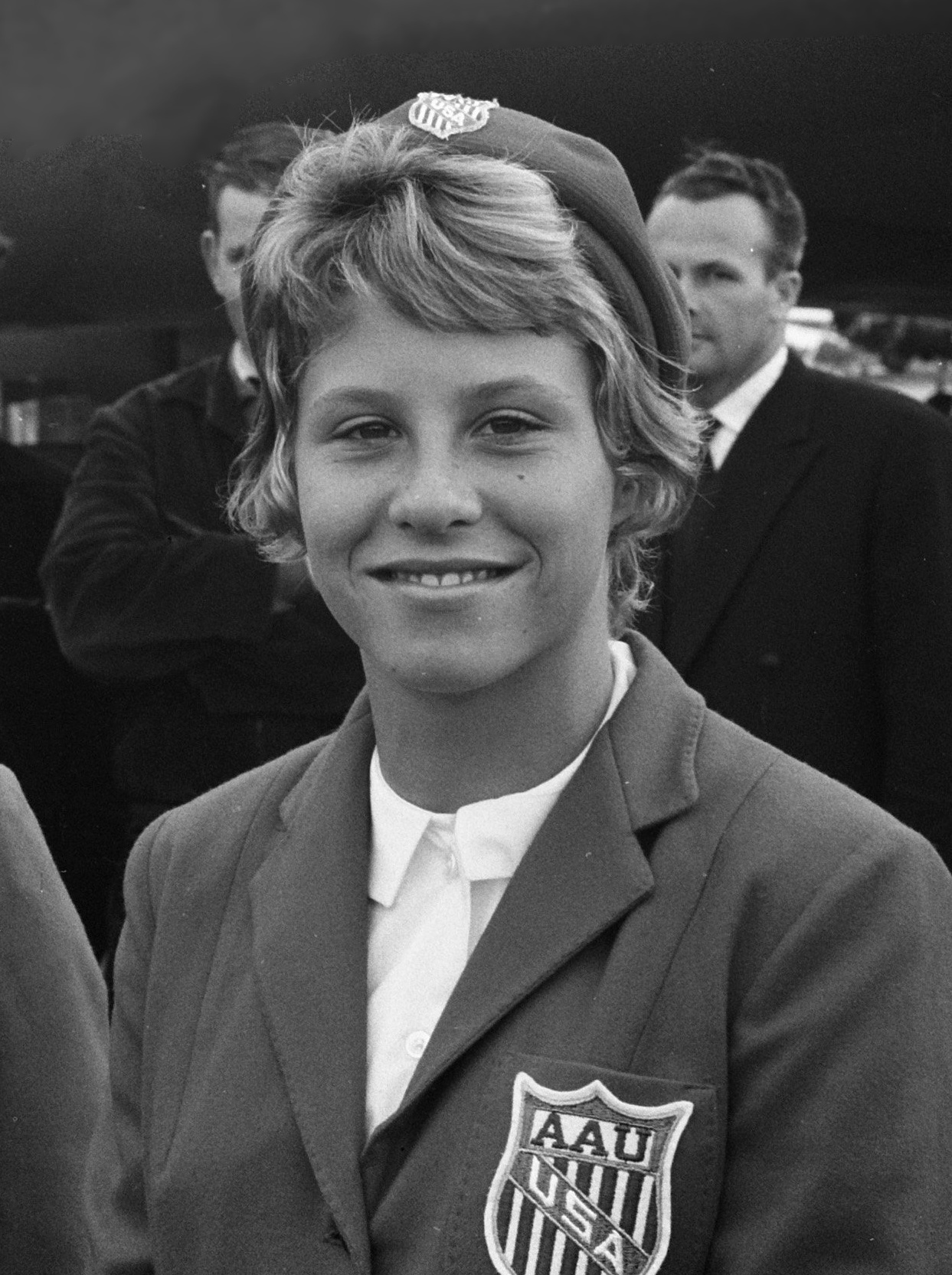
Донна де Варона, переможниця на дистанції 400 метрів комплексом і в естафеті 4×100 метрів вільним стилем.
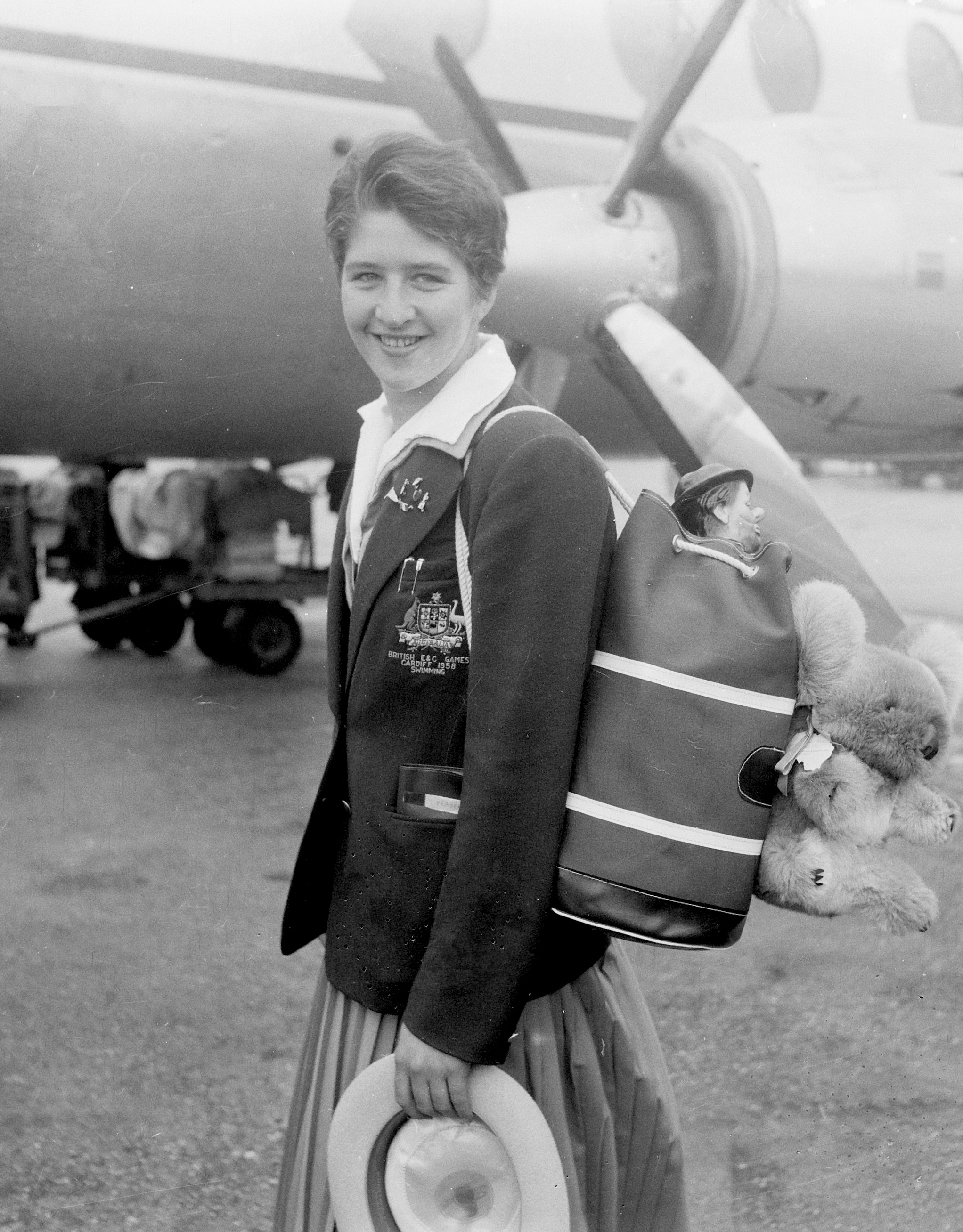
Дон Фрейзер, переможниця на дистанції 100 метрів вільним стилем.